# Antoni Garcia i Lamolla
Pour les articles homonymes, voir Garcia.
Antoni Garcia i Lamolla, né à Barcelone le 24 juin 1910 et mort le 13 janvier 1981 à Dreux, est un peintre surréaliste, dessinateur et sculpteur espagnol. 

## Biographie
Sa formation se déroule à Tarragone et à Lérida, ville dans laquelle il s'installe en 1924. Il y côtoie les artistes Leandre Cristòfol, Enric Crous-Vidal, Josep Benseny et Manuel Viola. Son travail est notamment reconnu par les poètes Federico García Lorca et Paul Éluard.
La guerre d'Espagne éclate en 1936, alors que sa carrière est en phase d'ascension. 

### Exil en France et vie à Dreux
Il est fidèle à la République et doit s'exiler en France à l'arrivée au pouvoir des nationalistes de Franco. Il est interné dans le camp du Barcarès (Pyrénées-Orientales), lors de la Retirada.
Il s'installe à Dreux (Eure-et-Loir), dont le maire de l'époque, Maurice Viollette, déclare la commune "Dreux, ville ouverte aux républicains espagnols". Il emménage son principal atelier au rez-de-chaussée de sa maison située au 47, rue Parisis.
Animé par animé des valeurs sociales dans l'apprentissage de l'art, il crée dans cette ville une école de dessin gratuite, tout en continuant à rester actif sur la scène artistique parisienne, avec notamment les autres peintres espagnols exilés à Paris. Il travaille dès lors à la création d'œuvres publiques et privées en France, comme le chemin de croix de l'église de la Sainte-Trinité de Trébeurden, en Bretagne.
Il ne revient en Espagne qu'à la fin des années 1960, qui annonce le crépuscule de la dictature franquiste. Il participe, dans les années 1970, à de nombreuses expositions dans le pays, en particulier à Huesca, à Madrid et à Saragosse.

## Postérité
En 2010, à l'occasion du centenaire de sa naissance, le Museu d'Art Jaume Morera de Lérida, en Catalogne, lui dédie une rétrospective.
Antoni Garcia i Lamolla reste aujourd'hui une figure artistique symbolique des années noires de l'Espagne de la seconde moitié du XXe siècle, son œuvre étant inspirée par les atrocités de la guerre d'Espagne.